# Forcipomyia hicksae
Forcipomyia hicksae är en tvåvingeart som beskrevs av Debenham 1983. Forcipomyia hicksae ingår i släktet Forcipomyia och familjen svidknott. Inga underarter finns listade i Catalogue of Life.